# Johns-Gletscher
Der Johns-Gletscher ist ein 13 km langer, halbkreisförmiger Gletscher im westantarktischen Marie-Byrd-Land. Im nördlichen Abschnitt des Watson Escarpments fließt er in östlicher Richtung um die Nordflanke des Mount Doumani herum und mündet in den Kansas-Gletscher.
Der United States Geological Survey kartierte ihn anhand eigener Vermessungen und mithilfe von Luftaufnahmen der United States Navy aus den Jahren von 1960 bis 1963. Das Advisory Committee on Antarctic Names benannte den Gletscher 1967 nach Leutnant Ernest Houston Johns (1932–1998), der an mehreren Einsätzen im Rahmen der Operation Deep Freeze zwischen 1955 und 1968 beteiligt war.